# Крістер Ольссон
Крістер Ольссон (швед. Christer Olsson, нар. 24 липня 1970, Арбуга) — шведський хокеїст, що грав на позиції захисника. Грав за збірну команду Швеції.

## Ігрова кар'єра
Хокейну кар'єру розпочав 1988 року.
1993 року був обраний на драфті НХЛ під 275-м загальним номером командою «Сент-Луїс Блюз». 
Протягом професійної клубної ігрової кар'єри, що тривала 14 років, захищав кольори команд «Мура ІК», «Брюнес», «Сент-Луїс Блюз», «Оттава Сенаторс», «Вестра Фрелунда», «Клагенфурт» та «Лександ».
Виступав за збірну Швеції, на головних турнірах світового хокею провів 37 ігор в її складі.

## Тренерська робота
Після завершення кар'єри працює тренером в системі ХК «Лександ», де зокрема очолюва молодіжну команду. 20 квітня 2011 Крістер став головним тренером клубу «Лександ».
З 2012 по 2014 очолює тренерський штаб австрійського клубу «Клагенфурт».
У березні 2014 Ольссон стає головним тренером ТВК «Інсбрук».
Влітку 2016 швед повернувся на батквщину, де очолив «Вестерос».

## Нагороди та досягнення
- Чемпіон Швеції в складі «Брюнес» — 1993.
- Найкращий захисник чемпіонату світу — 1995.
- Чемпіон Австрії, як головний тренер в клубі «Клагенфурт» — 2013.

## Статистика

### Клубні виступи
| Сезон              | Клуб               | Ліга               | Регулярний сезон | Регулярний сезон | Регулярний сезон | Регулярний сезон | Регулярний сезон | Плей-оф | Плей-оф | Плей-оф | Плей-оф | Плей-оф |
| Сезон              | Клуб               | Ліга               | І                | Г                | П                | О                | ШХ               | І       | Г       | П       | О       | ШХ      |
| ------------------ | ------------------ | ------------------ | ---------------- | ---------------- | ---------------- | ---------------- | ---------------- | ------- | ------- | ------- | ------- | ------- |
| 1988–89            | «Арбуга»           | ШВЕ III            | 33               | 9                | 10               | 19               | —                | —       | —       | —       | —       | —       |
| 1989–90            | «Мура ІК»          | ШВЕ II             | 21               | 2                | 1                | 3                | 8                | —       | —       | —       | —       | —       |
| 1990–91            | «Мура ІК»          | ШВЕ II             | 28               | 4                | 8                | 12               | 20               | 2       | 1       | 0       | 1       | 0       |
| 1991–92            | «Мура ІК»          | ШВЕ II             | 36               | 6                | 10               | 16               | 38               | 2       | 1       | 0       | 1       | 6       |
| 1992–93            | «Брюнес»           | Елітсерія          | 22               | 4                | 4                | 8                | 18               | —       | —       | —       | —       | —       |
| 1993–94            | «Брюнес»           | Елітсерія          | 38               | 7                | 3                | 10               | 50               | 7       | 0       | 6       | 6       | 12      |
| 1994–95            | «Брюнес»           | Елітсерія          | 39               | 7                | 5                | 12               | 20               | 14      | 2       | 6       | 8       | 16      |
| 1995–96            | «Сент-Луїс Блюз»   | НХЛ                | 26               | 2                | 8                | 10               | 14               | 3       | 0       | 0       | 0       | 0       |
| 1995–96            | «Вустер Айскетс»   | АХЛ                | 39               | 7                | 7                | 14               | 22               | —       | —       | —       | —       | —       |
| 1996–97            | «Сент-Луїс Блюз»   | НХЛ                | 5                | 0                | 1                | 1                | 0                | —       | —       | —       | —       | —       |
| 1996–97            | «Вустер Айскетс»   | АХЛ                | 2                | 0                | 0                | 0                | 0                | —       | —       | —       | —       | —       |
| 1996–97            | «Оттава Сенаторс»  | НХЛ                | 25               | 2                | 3                | 5                | 10               | —       | —       | —       | —       | —       |
| 1997–98            | «Вестра Фрелунда»  | Елітсерія          | 45               | 13               | 8                | 21               | 54               | 7       | 0       | 1       | 1       | 18      |
| 1998–99            | «Вестра Фрелунда»  | Елітсерія          | 47               | 5                | 11               | 16               | 48               | 4       | 0       | 1       | 1       | 4       |
| 1999–2000          | «Клагенфурт»       | Інтерліга          | 34               | 7                | 11               | 18               | 63               | —       | —       | —       | —       | —       |
| 1999–2000          | «Клагенфурт»       | Австрія            | 16               | 4                | 10               | 14               | 12               | —       | —       | —       | —       | —       |
| 2000–01            | «Брюнес»           | Елітсерія          | 46               | 9                | 7                | 16               | 28               | 4       | 0       | 0       | 0       | 12      |
| 2001–02            | «Брюнес»           | Елітсерія          | 50               | 5                | 16               | 21               | 65               | 4       | 0       | 0       | 0       | 2       |
| 2002–03            | «Лександ»          | Елітсерія          | 48               | 10               | 10               | 20               | 44               | 3       | 1       | 0       | 1       | 6       |
| 2003–04            | «Лександ»          | Елітсерія          | 50               | 7                | 8                | 15               | 54               | —       | —       | —       | —       | —       |
| 2004–05            | «Лександ»          | ШВЕ II             | 3                | 0                | 1                | 1                | 0                | —       | —       | —       | —       | —       |
| ШВЕ II разом       | ШВЕ II разом       | ШВЕ II разом       | 85               | 12               | 19               | 31               | 66               | 4       | 2       | 0       | 2       | 6       |
| Усього в Елітсерії | Усього в Елітсерії | Усього в Елітсерії | 385              | 67               | 72               | 139              | 381              | 43      | 3       | 14      | 17      | 70      |

### Збірна
| Рік                | Команда            | Турнір             | І  | Г | П | О  | ШХ |
| ------------------ | ------------------ | ------------------ | -- | - | - | -- | -- |
| 1995               | Швеція             | ЧС                 | 8  | 2 | 1 | 3  | 4  |
| 1998               | Швеція             | ЧС                 | 10 | 1 | 2 | 3  | 2  |
| 1999               | Швеція             | ЧС                 | 10 | 1 | 2 | 3  | 20 |
| 2001               | Швеція             | ЧС                 | 9  | 1 | 0 | 1  | 8  |
| Національна збірна | Національна збірна | Національна збірна | 37 | 5 | 5 | 10 | 34 |